# Thirkleby Hall
Thirkleby Hall est une grande maison de campagne du XVIIIe siècle à Great Thirkleby, dans les collines de Hambleton, Yorkshire du Nord. Elle est démolie en 1927.

## Histoire
Le manoir de Thirkleby est acquis en 1576 par William Frankland, un riche marchand londonien. Il est transmis dans la famille Frankland à William Frankland, qui est nommé baronnet en 1660. Il est ensuite transmis aux baronnets de Frankland jusqu'à Thomas Frankland (5e baronnet) en 1783 (après la mort de la deuxième épouse du 4e baronnet), qui est amiral des Blancs dans la Royal Navy et député de Thirsk, mais qui est décédé l'année suivante .
Son fils Thomas Frankland (6e baronnet) charge James Wyatt de construire une nouvelle maison, des écuries et un arc de triomphe dans un style classique; il est achevé en 1790 . Le fils du 6e baronnet, Sir Robert Frankland-Russell, 7e baronnet, n'a pas de fils et après sa mort en 1849, le domaine passe à la troisième fille de son cousin qui a épousé William Payne-Gallwey (2e baronnet) deux ans plus tôt . La baronnie passe à son cousin Frederick William Frankland. En 1881, le domaine passe au fils de Sir William, Ralph . Lorsque le fils de Ralph est tué pendant la Première Guerre mondiale, Ralph décide de vendre le domaine aux enchères .
La maison n'est pas vendue et est démolie en 1927 . L'arche d'entrée / guérite est toujours debout et utilisée. Le bâtiment des écuries est également toujours présent. Un parc de caravanes de vacances a été construit à l'est de celui-ci .